# 海盜鮭鯉
海盜鮭鯉，為輻鰭魚綱脂鯉目脂鯉科的其中一個種。分布於南美洲巴西、蓋亞那及委內瑞拉的淡水流域，體長可達21.5公分。